# Squamidium angustifolium
Squamidium angustifolium là một loài Rêu trong họ Meteoriaceae. Loài này được Sehnem mô tả khoa học đầu tiên năm 1980.